# Tractat de Nöteborg

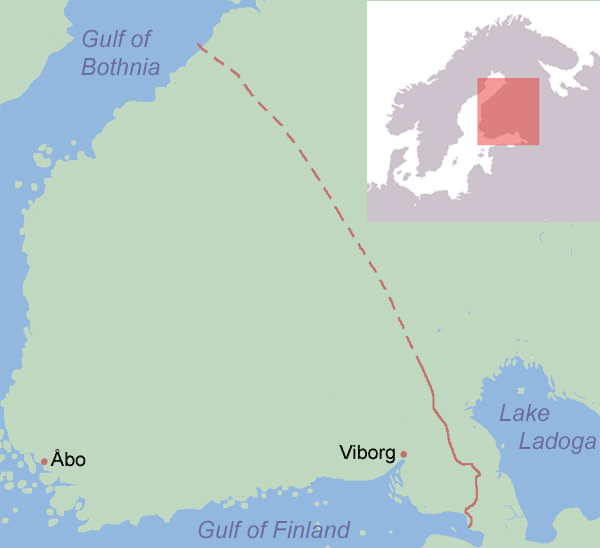
El límit definit pel Tractat de Nöteborg mostra els pobles i castells de Turku (Åbo) i Vyborg (Viborg). El mapa representa una interpretació tradicional d'aquest tema, que és discutit.

El Tractat de Nöteborg, també conegut com a Tractat d'Oréshek és un tractat de pau que es va firmar a Orekhovets (en suec, Nöteborg) el 12 d'agost de 1323. Fou el primer acord entre Suècia i la República de Nóvgorod que regulava les fronteres comunes. Tres anys més tard, Nóvgorod va signar el Tractat de Nóvgorod amb els noruecs.

## Nom
En el moment que es va firmar, aquest tractat no tenia cap nom especial, es va anomenar com a pau permanent entre les parts. Les publicacions en anglès actuals usen el nom de "Tractat de Nöteborg" per referir-s'hi que són una traducció directa de Nöteborgstraktaten com ha estat convencionalment referit el tractat en la literatua sueca. Així mateix, el terme "Tractat d'Oréshek" és una traducció similar del rus Ореховский мир. Tant "Nöteborg" com "Oréshek" són noms antics d'una fortalesa de Shlisselburg (Oblast de Sant Petersburg), usada tant per suecs com per russos.
Últimament, la denominació "Tractat de Pähkinäsaari" s'ha usat en algunes publicacions en anglès, com a traducció directa del nom contemporari en finès del nom del tractat: Pähkinäsaaren rauha. "Pähkinäsaari" fou el nom finès on es va construir aquesta fortalesa.

## Contingut
El text original del tractat s'ha perdut, però com ja s'ha dit, ha sobreviscut còpies en rus, suec i llatí i que entren en conflicte en alguns fragments.
El tractat va ser negociat amb l'ajuda de comerciants de la Lliga Hanseàtica per tal de tancar les Guerres sueco-novgorodeses. Com a mostra de bona voluntat, Yuri de Moscou va cedir a Suècia tres de les parròquies de Carèlia, a canvi, Suècia, no interferiria en cap conflicte entre Nóvgorod i Narva. Ambdós bàndols també es van comprometre a no construir castells en la nova frontera.
El tractat va definir la fronterea que començava al nord-est del castell de Vyborg, trancorria pels rius Sestra i Volchya, cosa que dividia l'Istme de Carèlia per la meitat i continuava per la regió de Savònia i, segons les interpretacions tradicionals, finalitzava al Golf de Bòtnia prop del riu Pyhäjoki. Només la part sud de la frontera, prop a Vyborg, era en realitat considerada important i fou clarament definida en el tractat. Mentre que la frontera en els territoris despoblats o erms fou definida de manera matussera i fou considerada menys important que el límit que creuava l'Istme de Carèlia. També s'ha suggerit que el tractat hauria atorgat drets conjunts de Suècia i Nóvgorod sobre ostrobòtnia i Lapònia.